# Dora Boothby
Penelope Dora Harvey Boothby (* 2. August 1881 in Finchley, Middlesex, England; † 22. Februar 1970 in Hammersmith, London, verheiratete Dora Geen) war eine britische Badminton- und Tennisspielerin.

## Leben
Boothby machte als eine der besten britischen Tennisspielerinnen um die Jahrhundertwende erstmals 1903 auf sich aufmerksam, als sie das Finale des Turniers in Crystal Palace erreichte. 1904 spielte sie das erste von 14 Mal beim Turnier in Wimbledon Championships und verlor dort in der zweiten Runde. 1908 erreichte sie das erste Mal das Halbfinale, in dem sie Charlotte Cooper unterlag. Nur eine Woche später nahm sie am Tenniswettbewerb der Olympischen Spiele in London teil und zog in der Freiplatz-Konkurrenz aufgrund von zwei Freilosen kampflos ins Einzelfinale ein. Dort unterlag sie Dorothea Douglass-Chambers in zwei Sätzen und konnte so im Turnier keinen einzigen Satz gewinnen.
Im Badminton, das sie hauptsächlich im Winter spielte, gewann sie 1909 die All England im Mixed mit Albert Davis Prebble. 1909 konnte sie außerdem im Finale von Wimbledon Agnes Morton besiegen. Da die Vorjahressiegerin Charlotte Cooper nicht zur Titelverteidigung antrat, wurde ihr der Titel zugesprochen. Bei ihrer Titelverteidigung 1910 im Einzel unterlag sie Dorothea Douglass, doch schon ein Jahr später konnte sie das Titelmatch erneut erreichen. Diesmal erlitt sie eine krachende 0:6, 0:6 Niederlage. Dies war die erste Niederlage in einem Grand-Slam-Finale ohne Spielgewinn und passierte erst wieder bei dem Sieg Steffi Grafs bei den French Open 1988. Nach diesem Turnier kam Boothby nie mehr über die dritte Runde hinaus, gewann aber 1913 im Doppel mit Winifred McNair. 1914 heiratete sie Arthur C. Geen. Ihre letzte Teilnahme an Wimbledon erfolgte 1922.
Danach versuchte sie sich als Tennistrainerin, nahm diese Rolle aber erst 1932 ernst. 1929 designte sie die erste offizielle Teamkleidung der britischen Mannschaft beim Wightman Cup und begleitete das Team, spielte aber nicht selbst.
Sie starb im Jahr 1970 in London.

## Titel

### Einzel
| Nr. | Jahr | Turnier                 | Belag | Finalgegnerin | Ergebnis      |
| --- | ---- | ----------------------- | ----- | ------------- | ------------- |
| 1.  | 1909 | Wimbledon Championships | Rasen | Agnes Morton  | 6:4, 4:6, 8:6 |

### Doppel
| Nr. | Jahr | Turnier                 | Belag | Partnerin       | Finalgegnerinnen                                   | Ergebnis        |
| --- | ---- | ----------------------- | ----- | --------------- | -------------------------------------------------- | --------------- |
| 1.  | 1913 | Wimbledon Championships | Rasen | Winifred McNair | Charlotte Cooper-Sterry Dorothea Douglass-Chambers | 4:6, 4:2 aufgg. |